# Dzień trzeci
Dzień trzeci – album zespołu Big Day wydany w 1996 roku nakładem wytwórni Izabelin Studio. Na płycie CD znalazło się 16 utworów, natomiast kaseta magnetofonowa zawiera 14 piosenek. 25 maja 2016 ukazała się nakładem Universal Music Polska reedycja płyty, a całość materiału została zremasterowana cyfrowo.

## Lista utworów
1. "Jestem za wysoko" (muz. Anna Zalewska-Ciurapińska, Wojciech Olkowski, sł. Marcin Ciurapiński) – 2:44
2. "Oszuści" (muz. i sł. Marcin Ciurapiński) – 2:57
3. "Liverpool" (muz. Anna Zalewska-Ciurapińska, Marcin Ciurapiński, sł. Marcin Ciurapiński) – 2:47
4. "Inni"  (muz. Anna Zalewska-Ciurapińska, Wojciech Olkowski, sł. Marcin Ciurapiński)– 3:46
5. "Jeszcze jeden dzień" (muz. Anna Zalewska-Ciurapińska, Piotr Szymański, sł. Marcin Ciurapiński) – 3:26
6. "Bliskość" (muz. Anna Zalewska-Ciurapińska, Wojciech Olkowski, sł. Marcin Ciurapiński) – 4:49
7. "Kiedy rozum śpi" (muz. Marcin Ciurapiński, Wojciech Olkowski, sł. Marcin Ciurapiński) – 2:35
8. "Bez wyjścia?" (muz. Marcin Ciurapiński, Wojciech Olkowski, sł. Marcin Ciurapiński) – 3:59
9. "Połykacz 67" (muz. Marcin Ciurapiński, Wojciech Olkowski, sł. Marcin Ciurapiński) – 3:06
10. "Zostawić ślad" (muz. Big Day, sł. Marcin Ciurapiński) – 4:04
11. "Miłość" (muz. Big Day, sł. Marcin Ciurapiński) – 4:01
12. "Właśnie tak jest" (muz. i sł. Marcin Ciurapiński) – 3:34
13. "Shiz" (muz. Anna Zalewska-Ciurapińska, Damian Nowak, sł. Marcin Ciurapiński) – 2:02
14. "Uspokojenie" (muz. Anna Zalewska-Ciurapińska, Wojciech Olkowski, sł. Marcin Ciurapiński) – 2:30
15. "W twoich rękach" (muz. Anna Zalewska-Ciurapińska, Marcin Ciurapiński, Wojciech Olkowski, sł. Marcin Ciurapiński)  – 4:35 (utwór tylko na płycie CD)
16. "Małe grzechy" (muz. i sł. Marcin Ciurapiński) – 4:09 (utwór tylko na płycie CD)

## Twórcy
- Anna Zalewska-Ciurapińska – śpiew
- Marcin Ciurapiński – gitara akustyczna, gitara basowa, instrumenty klawiszowe, p, śpiew
- Damian Nowak – perkusja
- Wojciech Olkowski – gitary
- Piotr Szymański – gitary
- Jarosław Pruszkowski - realizacja nagrań
- Julita Emanuiłow & Big Day - mastering